# Grünz (Gemeinde Obritzberg-Rust)
Grünz ist eine Katastralgemeinde und Ortschaft der Marktgemeinde Obritzberg-Rust in Niederösterreich. Die Ortschaft hat 92 Einwohner (Stand 1. Jänner 2024).

## Geografie
Das Dorf befindet sich nordwestlich von Obritzberg am Noppenbach und ist von der Landesstraße L111 über die L5055 erreichbar.

## Geschichte
Die erste urkundliche Erwähnung erfolgte im Jahr 777 als Grunzwita, was den Ort nach dem Römischen Reich zum ältesten urkundlich erwähnten Ort in Niederösterreich macht: In einer Stiftsurkunde des Klosters Kremsmünster übergab Herzog Tassilo III. seiner Stiftung einen Besitz mit einer hörigen Slawenfamilie in Grunzwita, womit das heutige Grünz samt näherer Umgebung gemeint war.
Laut Adressbuch von Österreich waren im Jahr 1938 in Grünz zwei Tischler ansässig.
Bis zur Konstituierung der Gemeinde Obritzberg-Rust war der Ort ein Teil der damaligen Gemeinde Obritzberg.